# Kara-Kirgizische Autonome Oblast
De Kara-Kirgizische Autonome Oblast (Russisch: Кара-Киргизская автономная область, Kara-Kirgizskaja avtonomnaja oblast) was een autonome oblast die werd geformeerd op 14 oktober 1924 binnen de RSFSR uit de overwegend door Kazachen en Kirgiezen bewoonde delen van de Turkestaanse ASSR. Op 15 mei 1925 werd het hernoemd tot de Kirgizische Autonome Oblast. Op 11 februari 1926 werd het geherorganiseerd naar de Kirgizische Autonome Socialistische Sovjetrepubliek van de RSFSR. Op 5 december 1936 werd deze hernoemd tot de Kirgizische Socialistische Sovjetrepubliek, een van de republieken van de Sovjet-Unie.